# 臨済寺 (豊橋市)
臨済寺（りんざいじ）は、臨済宗東福寺派の寺院。

## 概要
愛知県豊橋市東田町に有る唐津（からつ）小笠原家（大名）の三河吉田藩時代の菩提寺である。山号は萬年山（万年山）。本尊は釈迦如来坐像。
寺名は中国臨済宗の宗祖臨済義玄に由来する。

## 由緒
正保2年（1645年）、九州豊後国杵築藩（大分県杵築市）主小笠原壱岐守忠知（1599年 - 1663年。父は小笠原秀政、母は初代征夷大将軍徳川家康嫡男松平信康と織田信長長女五徳の間の長女登久姫）が三河吉田藩（愛知県豊橋市）へ転封になり杵築藩の宗玄寺を三河国吉田へ移したことにより当山は始まる。
忠知を継いだ山城守長矩（寺社奉行）は寛文4年（1664年）に現在地へ移転し、萬年山臨済禅寺と改名し東福寺240世の虎伯大宣禅師を勧請した。開山は日東大暘禅師。当山は小笠原家の菩提寺となり、この2人のほか、能登守長祐・佐渡守長重（寺社奉行、京都所司代、老中）の廟がある。そのため市民は「殿様寺」と呼んでいる。また、遠江国掛川藩主（静岡県掛川市）となった山城守長庸の菩提寺でもある。かつては七堂伽藍を持つ大寺であったという。
この小笠原家は後に初代忠知の長兄信濃守忠脩の子孫を養子に入れ肥前国唐津藩（佐賀県唐津市）で明治維新を迎えた。そして、この家は、江戸幕府の礼法（小笠原流）をあずかる赤沢氏系小笠原氏｛三階(蓋)菱に十文字の紋所｝の本家筋である信濃国守護大名の末裔の惣領家｛初代忠知の次兄小笠原忠真の九州豊前国小倉藩（現在の福岡県北九州市）｝の分家であり、家紋は惣領家と同じ三階(蓋)菱の紋所である。また、初代忠知が茶の湯の千宗旦四天王の山田宗徧（1627年 - 1708年）を召抱えたこともあり、宗徧流茶道とも縁のある寺である。宗徧流茶道の一派、茶道宗徧吉田流が当山に本部を置いている。
しかし、明治の廃仏毀釈や昭和の豊橋空襲を経ていて、現在の寺院は終戦後に再興したものである。恵日こども園を有している。

## 公共交通機関
- 豊橋鉄道東田本線（市内線）東田坂上停留場北。

## 文化財
豊橋市指定文化財
- 小笠原家奉納経典[1]